# Julgoldita
La julgoldita és una sèrie de tres minerals amb el mateix nom, de la classe dels sorosilicats i dins d'aquests del " grup de la pumpellyíta" (subgrup de la julgoldita). Va ser nomenat l'any 1971 pel geoquímic nord-americà Julian R. Goldsmith, del nom del qual deriva el seu nom.

## Espècies minerals
El terme julgoldita es correspon amb tres minerals, abans considerats varietats i avui acceptats per l'Associació Mineralògica Internacional com a espècies diferents:
- Julgoldita-(Fe2+): Ca₂Fe2+(Fe3+)₂(Si₂O₇)(SiO₄)(OH)₂·H₂O
- Julgoldita-(Fe3+): Ca₂Fe3+(Fe3+)₂(Si₂O₇)(SiO₄)O(OH)·H₂O
- Julgoldita-(Mg): Ca₂Mg(Fe3+)₂(Si₂O₇)(SiO₄)(OH)₂·H₂O

Entre aquests tres extrems es formarien sèries de solució sòlida, donant una família de minerals per substitucions parcials dels tres ions metàl·lics.
Són silicats del tipus sorosilicats, amb mescla de grups funcionals del tipus Si₂O₇ i SiO₄, entre els tetraedres del qual se situen els ions metàl·lics de les diferents espècies minerals.

## Formació i jaciments
Apareixen en jaciments de hematites i magnetita (a Suècia). També en quars-diabasa (a Escòcia).
Apareixen normalment associats a altres minerals tals com: apofil·lita, barita, hematites, ilvaita, calcita, quars, clorita, prehnita, epistilbita, estilbita, pectolita, laumontita, babingtonita i titanita.